# موریس پوسونی
موریس پوسونی (ایتالیایی: Morris Possoni؛ زادهٔ ۱ ژوئیهٔ ۱۹۸۴) دوچرخه‌سوار اهل ایتالیا است.
از باشگاه‌هایی که در آن رکاب زده‌است می‌توان به تیم یوای‌ئی امارات، اچ‌تی‌سی-هایرود، تیم اسکای، و تیم یوای‌ئی امارات اشاره کرد.